# 马苏德·巴尔扎尼
马苏德·巴尔扎尼（库尔德语： مهسعوود بارزانی，Mesûd Barzanî；1946年8月16日—）是伊拉克库尔德斯坦的总统和伊拉克库尔德斯坦民主党的领导人。巴尔扎尼出生于伊朗的马哈巴德，他育有5个儿子和3个女儿。

## 伊拉克库尔德民主党
穆萨德·巴尔扎尼在1979年接替他的父亲，前库尔德民族主义领导人穆斯塔法·巴尔扎尼（Mustafa Barzani），成为库尔德斯坦民主党的领导人。
1995年，伊拉克政府请求他协助从现任伊拉克总统，同为库尔德人的贾拉勒·塔拉巴尼领导的库尔德斯坦爱国联盟手中夺回城市阿尔贝拉。在这次行动中，塔拉巴尼得到了伊朗方面的支援。之后，巴尔扎尼和塔拉巴尼都利用土耳其外交护照进入土耳其境内。
巴尔扎尼率领库尔德民主党在伊拉克库尔德地区与库尔德斯坦爱国联盟建立了一个联合政府。之后，在美国入侵伊拉克以后，他成为伊拉克临时管理委员会的成员，并于2004年4月担任临管会主席。2005年6月，他由伊拉克库尔德议会选举担任伊拉克库尔德斯坦的总统。
巴尔扎尼及其家人经常被指控有贪污腐败行为和裙带关系。而巴尔扎尼一家知道自己从1991年以来已积累了相当的财富，拥有或控制了一大批伊拉克企业，这里包括了伊拉克KOREK移动电话公司，数个百货公司以及一些酒店。
2017年6月，巴尔扎尼宣布同年9月25日舉辦伊拉克庫爾德斯坦發起獨立公投，招致周邊伊拉克、土耳其、和伊朗以及波灣地區等酋長王室國家一致反對；同時中俄歐美等世界強權無一國支持。公投後數天，伊拉克政府軍就攻陷伊拉克庫爾德斯坦控制的大產油區基爾庫克。此外，伊拉克中央政府、伊朗和土耳其联手对伊拉克库尔德斯坦进行全面封锁和禁运，伊拉克库尔德斯坦经济遭受重创。由於公投後國際情勢不如想像，伊拉克库尔德斯坦內部發生了互相怪罪的內鬨，認為擔任了13年總統的巴爾扎尼必須離開負責。10月29日，伊拉克库尔德斯坦总统馬蘇德·巴爾扎尼宣布從11月1日起不再擔任總統。